# Ron Horn
Ronald Leroy "Ron" Horn (Marion, Indiana, 24 de mayo de 1938 - 5 de octubre de 2002) fue un jugador de baloncesto estadounidense que jugó dos temporadas en la NBA, además de en la ABA y en la ABL. Con 2,00 metros de estatura, lo hacía en la posición de alero.

## Trayectoria deportiva

### Universidad
Jugó durante dos temporadas con los Hoosiers de la Universidad de Indiana, en las que promedió 8,7 puntos y 4,9 rebotes por partido. Postertiormente ingresó en las Fuerzas Armadas de los Estados Unidos, jugando con su equipo en la liga AAU, promediando 27 puntos y 25,3 rebotes.

### Profesional
Fue elegido en la decimosexta posición del Draft de la NBA de 1961 por St. Louis Hawks, pero no tuvo sitio en el equipo, teniendo que jugar esa temporada en los San Francisco Saints de la ABL. Fue llamado por los Hawks avanzada la temporada, pero solo disputó con ellos tres partidos, en los que apenas disputó 25 minutos en total.
En la temporada 1962-63 fichó por Los Angeles Lakers, con los que llegó a disputar las Finales de la NBA, pero su aportación no pasó de los 2,5 puntos y 2,6 rebotes por partido. Al finalizar la temporada fue despedido, y siguió jugando en ligas menores el resto de su carrera, salvo una breve incursión en la ABA, jugando un partido con los Denver Rockets.

## Estadísticas de su carrera en la NBA y la ABA

### Temporada regular
| Año         | Equipo       | PJ | MPP  | %TC  | %3P | %TL   | RPP | APP | PPP |
| ----------- | ------------ | -- | ---- | ---- | --- | ----- | --- | --- | --- |
| 1961-62     | St. Louis    | 3  | 8.3  | .083 |     | .500  | 2.0 | .3  | 1.0 |
| 1962-63     | L.A. Lakers  | 28 | 10.3 | .329 |     | .690  | 2.5 | .4  | 2.6 |
| 1967-68     | Denver (ABA) | 1  | 6.0  | .000 | –   | 1.000 | 1.0 | .0  | 2.0 |
| Total (NBA) | Total (NBA)  | 31 | 10.1 | .298 |     | .677  | 2.5 | .4  | 2.5 |
| Total       | Total        | 32 | 10.0 | .292 | –   | .697  | 2.4 | .3  | 2.5 |

### Playoffs
| Año   | Equipo      | PJ | MPP | %TC  | %TL  | RPP | APP | PPP |
| ----- | ----------- | -- | --- | ---- | ---- | --- | --- | --- |
| 1962  | L.A. Lakers | 7  | 7.9 | .333 | .800 | 1.6 | .3  | 1.7 |
| Total | Total       | 7  | 7.9 | .333 | .800 | 1.6 | .3  | 1.7 |